# Toklas (cràter)
Toklas és un cràter d'impacte en el planeta Venus de 17,5 km de diàmetre. Porta el nom d'Alice Toklas (1877-1967), escriptora estatunidenca, i el seu nom va ser aprovat per la Unió Astronòmica Internacional el 1994.